# Fulica ardesiaca

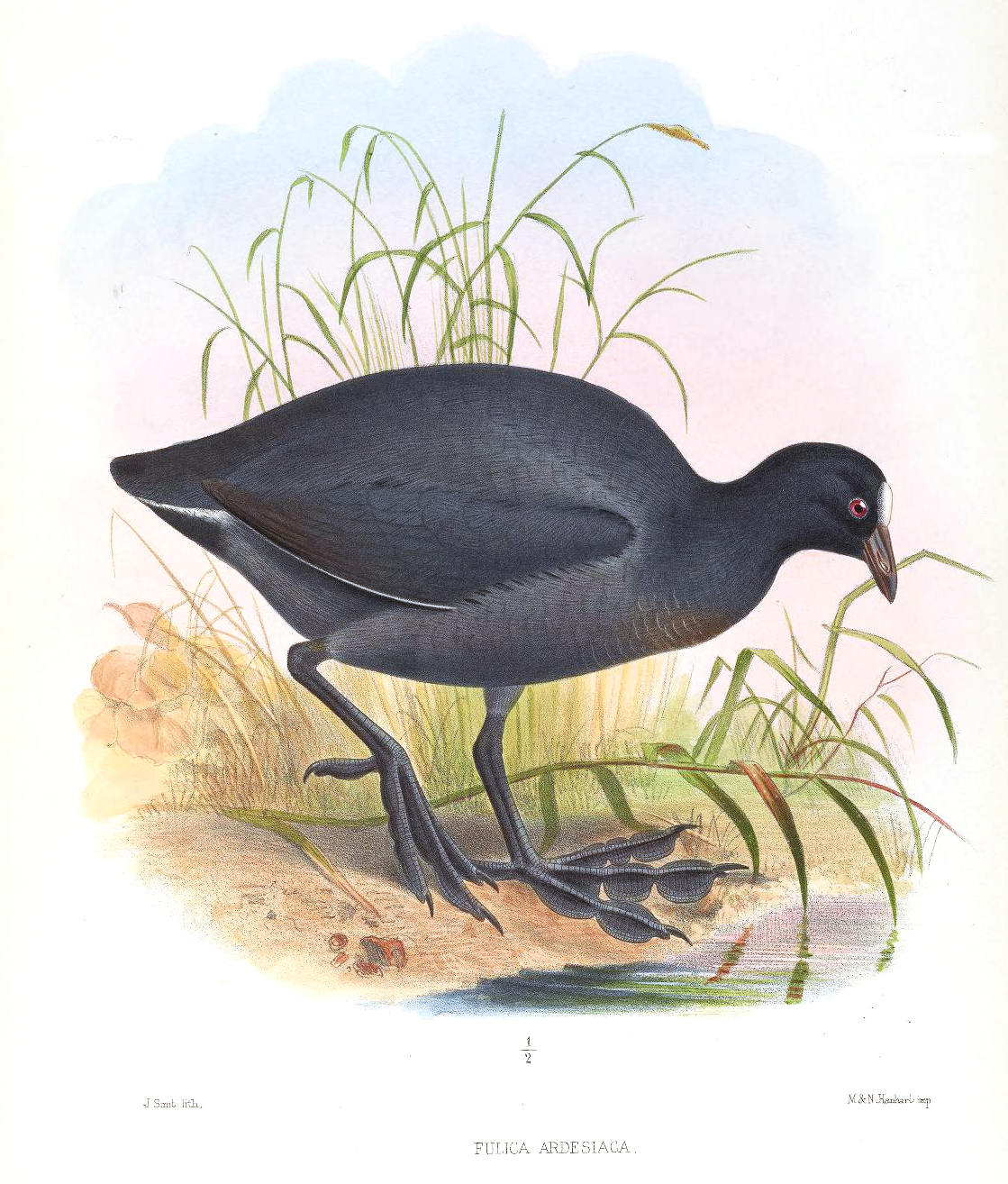
Fulica ardesiaca ilustração de Joseph Smit, 1869

Galeirão-andino ou carqueja-andina (Fulica ardesiaca) é uma espécie de ave da família Rallidae.
Pode ser encontrada nos seguintes países: Argentina, Bolívia, Chile, Colômbia, Equador e Peru.
Os seus habitats naturais são: pântanos e lagos de água doce.